# Fort Hall (Idaho)
Fort Hall es un lugar designado por el censo ubicado en los condados de Bannock y Bingham en el estado estadounidense de Idaho. En el Censo de 2010 tenía una población de 3201 habitantes y una densidad poblacional de 35,22 personas por km².

## Historia
Fuerte fundado por la Compañía de la Bahía de Hudson en 1834, pasó al ejército estadounidense en 1846. Siendo un importante nudo de comunicaciones por donde pasaba la ruta de California y la senda de Oregón.

## Geografía
Fort Hall se encuentra ubicado en las coordenadas 43°0′52″N 112°27′28″O / 43.01444, -112.45778. Según la Oficina del Censo de los Estados Unidos, Fort Hall tiene una superficie total de 90.9 km², de la cual 90.79 km² corresponden a tierra firme y (0.11%) 0.1 km² es agua.

## Demografía
Según el censo de 2010, había 3201 personas residiendo en Fort Hall. La densidad de población era de 35,22 hab./km². De los 3201 habitantes, Fort Hall estaba compuesto por el 29.02% blancos, el 0.09% eran afroamericanos, el 0.06% eran amerindios, el 0.37% eran asiáticos, el 0.03% eran isleños del Pacífico, el 1.91% eran de otras razas y el 4.94% pertenecían a dos o más razas. Del total de la población el 10.9% eran hispanos o latinos de cualquier raza.